# Oxalis luederitzii
Oxalis luederitzii är en harsyreväxtart som beskrevs av Schinz. Oxalis luederitzii ingår i släktet oxalisar, och familjen harsyreväxter. Inga underarter finns listade i Catalogue of Life.